# Ernst Debes
Ernst Debes (* 22. Juni 1840 in Neukirchen bei Eisenach; † 22. November 1923 in Leipzig) war ein deutscher Kartograph.

## Leben
Ernst Debes war der Sohn des Kantors August Debes. Er erhielt seine Gymnasialbildung in Eisenach mit glänzendem Abschluss in mathematischen und zeichnerischen Fächern. Danach absolvierte er eine Lehre des Vermessungswesens beim Regierungsgeometer in Gotha; schon als Lehrling führte er selbständige Vermessungen im Thüringer Wald durch. Ab 1. April 1858 erfolgte erst eine Ausbildung, dann die Mitarbeit in der geographischen Anstalt von Justus Perthes unter August Petermann. 1868–1869 weilte er in Paris. Dort erfolgte die Neubearbeitung des Stielerschen Schulatlas. Ab 1870 wurde er durch die politischen Verhältnisse veranlasst, sich im Elternhaus und bei Karl Baedeker in Koblenz aufzuhalten und dort Pläne für das eigene Geschäft zu machen. 1872 erfolgte sein Eintritt in Eduard Wagners Firma in Darmstadt. Gemeinsam mit Heinrich Wagner, dem Sohn von Eduard Wagner, führte er diese unter dem Firmennamen „H. Wagner & E. Debes“ ab 1. Januar 1873 in Leipzig weiter. Der Umzug dorthin erfolgte im Zusammenhang mit dem 1872 erfolgten Wechsel des Karl Baedeker Verlags in die damalige Buchhandelsmetropole, lieferte doch die neue Firma den Großteil des Kartenmaterials für die Baedeker-Reiseführer.
1879 begann er mit der Arbeit an physikalischen (hydrographischen und klimatischen) Karten. 1895 schuf er einen Handatlas, dessen Auflagen über die Jahre teils in mehreren Abdrucken erschienen und der in viele Sprachen übersetzt wurde. 
Er befasste sich mit Botanik. Seine Arbeiten auf dem Gebiet der Diatomaceenkunde führten zu einer kunst- und wertvollen Sammlung, die nach seinem Tod zusammen mit der zugehörigen Bibliothek der Universität Gießen übergeben wurde.
Er hatte zwei Söhne: 1875 Eugen, 1876 Eduard.
Die Asche von Ernst Debes wurde auf dem Leipziger Südfriedhof in einer Familiengrabstätte beigesetzt.

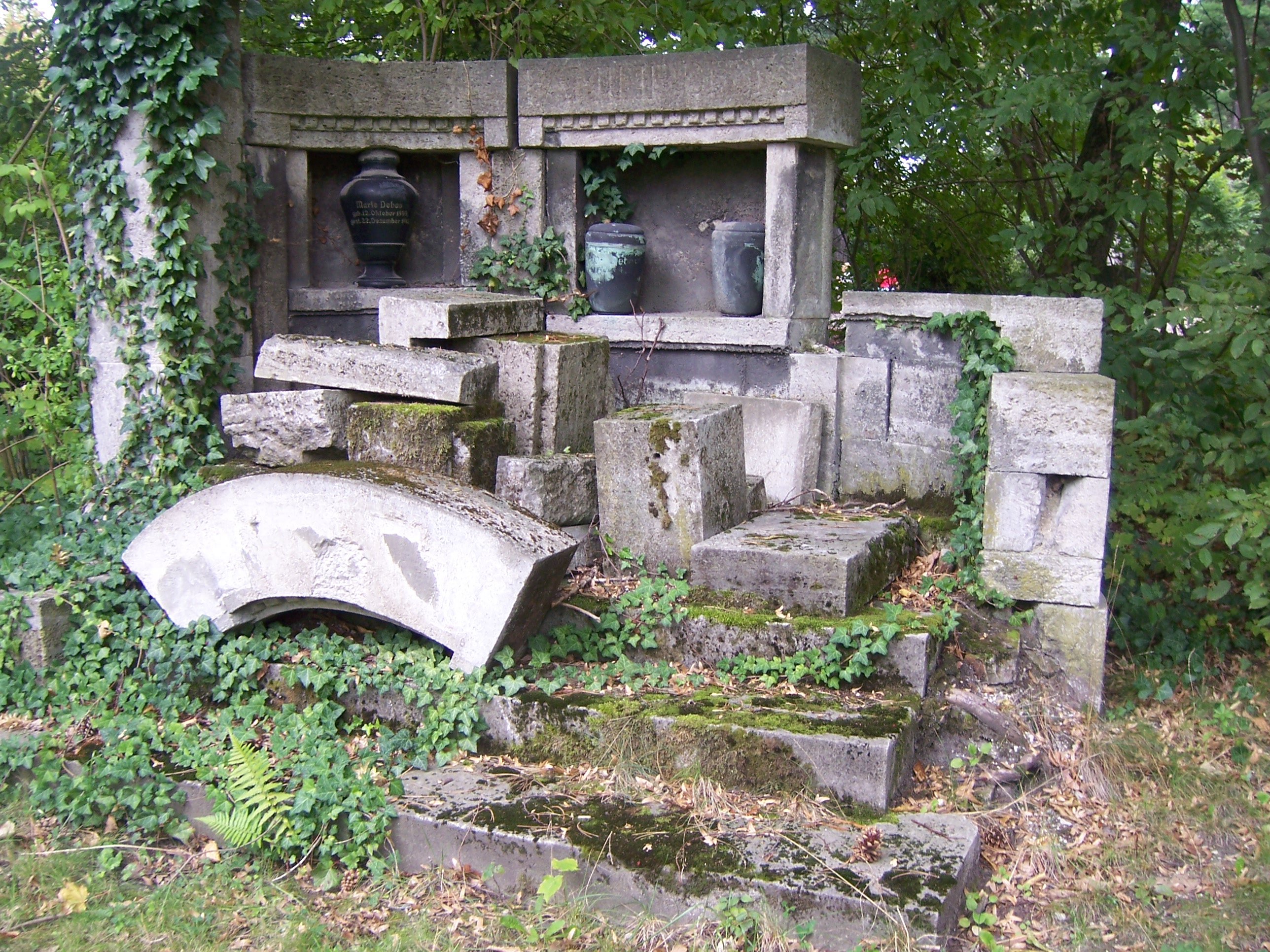
Grabstätte der Familie Debes auf dem Leipziger Südfriedhof (Grabstelle UH/3)

## Werke
- Erstellung von Kartenblättern für Stielers Handatlas: Karten der Britischen Inseln, der Meerenge von Gibraltar, des Südpols sowie von Ostasien, Polynesien und des Pazifischen Ozeans
- Mondatlas
- ab 1872 Mitarbeit an der kartographischen Ausstattung der Baedeker-Reiseführer (Fa. H. Wagner & E. Debes)
- 1877 (Beginn eines dreiteiligen Atlaszyklus): kleiner Handatlas: erstes selbständiges Verlagsunternehmen mit zwei zusätzlichen Varianten eines Repetitionsatlas’ (stumme Karten) und Heimatatlanten der preußischen Provinzen
- 1881 „Debes’ Schulatlas für die mittlere Unterrichtsstufe“ mit 31 Karten
- 1884 großer Schulatlas zusammen mit Alfred Kirchhoff mit 60 Karten
- 1895 erste Auflage. seines großen Handatlas, davon eine russische Ausgabe „Petris Handatlas“ im Verlag Adolf Fyodorovich Marks St. Petersburg; eine tschechische im Verlag Jan Otto in Prag und eine ungarische im Verlag Magyar Földrajzi Intézet in Budapest[2]

## Ehrungen
- Zum 50-jährigen Berufsjubiläum erhielt er von der Universität Gießen den Titel Dr. phil. honoris causa.
- Vom sächsischen König wurde er zum ordentlichen Professor der Geographie ernannt.
- Die Internationale Astronomische Union (IAU) in Paris benannte 1935 den Mondkrater Debes nach ihm.